# Cyrtochilum patens
Cyrtochilum patens là một loài thực vật có hoa trong họ Lan. Loài này được (Senghas & Thiv) Dalström mô tả khoa học đầu tiên năm 2001.